# Tashi Namgyal Khamsitsang
Pour les articles homonymes, voir Tashi Namgyal (homonymie).
Tashi Namgyal Khamsitsang, ou Khamshitsang (né le 1er juillet 1952 à Ga Nyamtso au Tibet oriental), militant tibétain, exilé de la première heure ayant rejoint le Dalaï Lama en 1960, est depuis 2011 un député tibétain.

## Biographie
Tashi Namgyal Khamsitsang naît le 1er juillet 1952 dans une famille de nomades tibétains à Ga Nyamtso. En 1960, quelques mois après le soulèvement tibétain de 1959, il est confié à un groupe de la résistance tibétaine du Mustang durant trois ans. En 1964, il rejoint l'École centrale pour les Tibétains de Pachmarhi, en Inde, où il est diplômé en 1972. Entre 1972 et 1999, il exerce des fonctions au service du gouvernement tibétain en exil. En 1972, il part œuvrer pour la diaspora tibétaine au Bhoutan.
Il fut successivement secrétaire suppléant au ministère de la santé dans l'administration centrale tibétaine à Dharamsala (1992-1993), représentant du Dalaï-Lama au Népal (1993-1998), puis secrétaire-adjoint au ministère de la sûreté (1998-1999).
Au Népal, il fit construire centre de réception des nouveaux arrivants, et une école pour les Tibétains dans le district de Manang. Il obtint également la légalisation de la propriété de Gaden Khangsar qui héberge le bureau du Tibet.
Dans la société civile, il a été secrétaire du Tibetan Youth Congress, l'ONG tibétaine la plus importante, entre 1983 et 1989.
Enfui du Tibet à l'âge de six ans, il n'y est retourné pour revoir sa mère et des frères et sœurs que 45 ans plus tard en 2005.
Il a rejoint les États-Unis en 1999.
Il a été président de l'association Washington Tibet (anglais Tibetan Association of Washington ou TAW) entre 2004 et 2009.
Résident à Seattle, il a été nommé en juillet 2010 à la State Commission on Asian Pacific American Affairs par Christine Gregoire, le gouverneur de Washington.
Il fait partie de l'Advisory Board du site lanceur d'alerte WikiLeaks.
Il a été nommé pour participer à l'élection du Premier ministre tibétain de 2011, mais s'est retiré du processus électoral. Candidat aux élections législatives la même année, il est élu en 3e position du Corps électoral d'Amérique du nord. En septembre 2011, il remplace Dicki Chhoyang quand elle fut élue membre du 14e Kashag, devenant ainsi parlementaire de la 15e Assemblée du Parlement tibétain en exil.
En décembre 2017 il a été nommé responsable du Dalai Lama Trust.

## Sources
1. 1 2 3  Brief Bio
2. 1 2  Tendar Tsering, Tashi Namgyal sworn in as Member of Parliament, 27 septembre 2011
3. ↑  (en) « Tashi namgyal khamshitsang », sur Tibetan who's who, 7 avril 2015 (consulté le 21 novembre 2023).
4. 1 2 3 4  .A Tibetan appointed to the Washington State Commission on Asian Pacific American Affairs, Bureau du Tibet, 28 juillet 2010
5. ↑  (en) web.archive.org : Advisory Board de WikiLeaks
6. ↑  Former TAW President Tashi N. Khamshitsang is appointed to Washington State Comission on Asian Pacific American Affairs, 17 juillet 2010
7. ↑  Tashi Namgyal
8. ↑  https://tricycle.org/trikedaily/tenzin-dhonden-dalai-lamas-gatekeeper-personal-emissary-peace-replaced-executive-secretary/

- (fr) cybermilitantism.blogspot.com : Annexe 1. Profil des membres du Conseil Consultatif de WikiLeaks.